# Fördraget i Kjachta
Fördraget i Kjachta var ett handels- och fredsfördrag som slöts den 23 augusti 1727 i gränsstaden Kjachta mellan Qingdynastins Kina och Ryssland.
Fördraget författades på ryska, latin och manchuiska, dock ej kinesiska, och bestod av elva artiklar.
Artikel I och XI slog fast att fred skulle råda mellan Ryssland och Kina. Artikel II behandlade utväxlingen av rymlingar. Artikel III och VII slog fast gränsen mellan de två imperierna söder om Bajkalsjön och lämnade endast området längs Ob-floden odefinierat. Artikel VI reglerade gränshandeln, som begränsades till den ryska staden Kjachta och den mongoliska staden Maimaicheng. Artikel V tillät de rysk-ortodoxa kyrkan att öppna en kyrklig mission i Peking.